# Tenco-Preis
Der Premio Tenco ist eine italienische Musikauszeichnung, die jährlich seit 1974 bei der Rassegna della canzone d’autore (zu Deutsch: Festival des Autorenlieds) des Club Tenco vergeben wird. Der Name des Preises ist eine Hommage an den italienischen Cantautore Luigi Tenco.
Mit dem Tenco-Preis werden Liedermacher aus aller Welt ausgezeichnet, die eine herausragende Bedeutung für das Autorenlied haben. Ausgezeichnet wird stets das Lebenswerk des Künstlers.
Innerhalb des Festivals werden die besten italienischen Künstler des Jahres in verschiedenen Kategorien mit der Targa Tenco ausgezeichnet. Seit 2006 wird neben dem Tenco Preis für Liedermacher auch ein Preis für Persönlichkeiten der Kultur (Operatori culturali) und der Preis I Suoni della musica (zu Deutsch: „Die Klänge der Musik“) vergeben.

## Preisträger

### Premio Tenco für Liedermacher
- 1974 – Léo Ferré, Sergio Endrigo, Giorgio Gaber, Domenico Modugno und Gino Paoli
- 1975 – Vinícius de Moraes, Fausto Amodei, Umberto Bindi, Fabrizio De André, Francesco Guccini und Enzo Jannacci
- 1976 – Georges Brassens
- 1977 – Jacques Brel
- 1978 – Leonard Cohen
- 1979 – Lluís Llach
- 1980 – Atahualpa Yupanqui
- 1981 – Chico Buarque und Ornella Vanoni
- 1982 – Arsen Dedić
- 1983 – Alan Stivell, Paolo Conte, Giovanna Marini und Roberto Vecchioni
- 1984 – Colette Magny
- 1985 – Silvio Rodríguez und Dave Van Ronk
- 1986 – Tom Waits und Joan Manuel Serrat
- 1988 – Joni Mitchell
- 1989 – Randy Newman
- 1990 – Caetano Veloso
- 1991 – Charles Trenet
- 1993 – Vladimir Vysotsky (posthum)
- 1994 – Pablo Milanés
- 1995 – Sérgio Godinho
- 1996 – Renato Carosone
- 1997 – Jackson Browne
- 1998 – Elvis Costello
- 1999 – Bruce Cockburn und Zülfü Livaneli
- 2000 – Nick Cave und Rickie Lee Jones
- 2001 – Laurie Anderson und Luis Eduardo Aute
- 2002 – Donovan und Gilberto Gil
- 2003 – Eric Andersen und Patti Smith
- 2004 – Peter Hammill
- 2005 – John Cale und Cheb Khaled
- 2006 – Willy DeVille und Bruno Lauzi
- 2007 – Jacques Higelin
- 2008 – Milton Nascimento
- 2009 – Franco Battiato und Angélique Kidjo
- 2010 – Paul Brady
- 2011 – Ligabue und Jaromír Nohavica
- 2012 – The Klezmatics
- 2013 – Robyn Hitchcock
- 2014 – José Mário Branco, David Crosby, Maria Farantouri, Plastic People of the Universe, John Trudell
- 2015 – Francesco Guccini, Jacqui McShee
- 2016 – Otello Profazio, Stan Ridgway
- 2017 – Vinicio Capossela
- 2018 – Zucchero Fornaciari, Salvatore Adamo
- 2019 – Pino Donaggio, Gianna Nannini, Eric Burdon
- 2020 – Vasco Rossi, Sting

### Premio Tenco für Persönlichkeiten der Kultur
- 1974 – Nanni Ricordi
- 1975 – Michele L. Straniero
- 1976 – Filippo Crivelli
- 1977 – Dario Fo
- 1978 – Roberto Roversi
- 1979 – Roberto De Simone
- 1980 – Giancarlo Cesaroni
- 1981 – Giorgio Calabrese
- 1982 – Roberto Murolo
- 1983 – Sergio Bardotti
- 1984 – Paolo Poli
- 1985 – Bulat Schalwowitsch Okudschawa
- 1986 – Susana Rinaldi
- 1989 – Schanna Wladimirowna Bitschewskaja
- 1990 – Antônio Carlos Jobim
- 1991 – Milva
- 1994 – Antonio Virgilio Savona
- 1995 – Cesária Évora, Cheikha Rimitti
- 1996 – Lowell Fulson
- 1997 – Paddy Moloney
- 1998 – Roger McGuinn
- 1999 – Mercedes Sosa
- 2000 – Ute Lemper, Franco Lucà
- 2001 – Meri Lao
- 2002 – Arto Lindsay, Enrique Morente
- 2003 – Jane Birkin, Maria del Mar Bonet
- 2004 – Dulce Pontes
- 2005 – Fernanda Pivano
- 2006 – Gianfranco Reverberi, Noa
- 2007 – Marianne Faithfull
- 2008 – Joan Molas, Banda Elastica Pellizza
- 2009 – Horacio Ferrer
- 2010 – Amancio Prada, Roberto Antoni
- 2011 – Mauro Pagani
- 2012 – Alessandro Portelli
- 2013 – Garland Jeffreys, Cui Jian
- 2014 – Gianni Minà
- 2015 – Guido De Maria
- 2016 – Sergio Staino
- 2017 – Massimo Ranieri, Camanè
- 2018 – Carlo Petrini
- 2019 – Franco Fabbri
- 2020 – Vincenzo Mollica

### Preis „I suoni della canzone“
- 2006 – Ellade Bandini
- 2007 – Beppe Quirici
- 2008 – Jimmy Villotti
- 2009 – Juan Carlos Biondini
- 2010 – Fausto Mesolella
- 2015 – Armando Corsi
- 2019 – Gaetano Curreri